# Cascades de Karfiguéla
Die Cascades de Karfiguéla (auch Cascades de Banfora) sind Wasserfälle im westafrikanischen Staat Burkina Faso.

## Beschreibung
Hier fällt der Fluss Comoé von den Sandsteinfelsen der Chaîne de Banfora in die Ebene. Sie befinden sich in der Region Cascades, die den Fällen ihren Namen verdankt, und der Provinz Comoé auf dem Gebiet der Stadt Banfora. Von dort sind es etwa zwölf Kilometer in westliche Richtung bis zu den cascades beim 890 Einwohner zählenden Dorf Karfiguéla. Der Weg führt durch Zuckerrohrfelder und eine Allee alter Mango- und Kapokbäume.
Zum Schutz von Flora und Fauna wurde das Naturschutzgebiet réserve des cascades de Banfora errichtet.
Die Wasserfälle sind eines der wichtigsten touristischen Ziele in Burkina Faso.